# Gummanahalli, Krishnarajanagara
Gummanahalli là một làng thuộc tehsil Krishnarajanagara, huyện Mysore, bang Karnataka, Ấn Độ.